# Romeo Amane
Romeo Amane né le 1er juillet 2003 à Abidjan en Côte d'Ivoire, est un footballeur ivoirien qui évolue au poste de milieu central au Rapid Vienne.

## Biographie

### En club
Né à Abidjan en Côte d'Ivoire, Romeo Amane est formé dans son pays natal par l'ASEC Abidjan. Il rejoint la Suède et le BK Häcken en janvier 2022, signant un contrat de quatre ans dès le 27 novembre 2021.
Il joue son premier match dans l'Allsvenskan le 17 avril 2022, lors de la troisième journée de la saison 2022 contre l'IFK Göteborg. Il entre en jeu et son équipe s'incline par deux buts à zéro. Il participe au sacre du BK Häcken, le club remportant le championnat de Suède pour la première fois de son histoire lors de la saison 2022.
Le 16 janvier 2025, durant le mercato hivernal, Romeo Amane rejoint l'Autriche en signant pour l'un des clubs de la capitale, le Rapid Vienne, pour un contrat courant jusqu'en juin 2029.

## Palmarès
BK Häcken
- Championnat de Suède :
  - Champion : 2022.